# Nittsjö
Nittsjö är en by i Rättviks socken i Rättviks kommun belägen 6 km norr om Rättvik. SCB avgränsade här 1990 en småort som även gällde fram till 2015. Vid 2015 års avgränsning klassades bebyggelsen i den centrala byn som del av tätorten Backa medan den sydvästra delen av bebyggelsen klassades som en separat småort med oförändrad bebyggelseområdeskod. Vid 2020 år avgränsning klassades hela bebyggelsen som del av tätorten Backa, som samtidigt av SCB namnsattes till Nittsjö, Sätra och Backa, och småorten avrgistrerades. 
I byn ligger Nittsjö keramikfabrik. Intill fabriken finns en damm och lämningar efter slamgropar.
Intill byn och keramikfabriken går också kalkbanan, här gick i början av 1900-talet en järnväg som transporterade kalk från kalkbruket i Kullsberg några kilometer bort. Idag är rälsen sedan länge försvunnen och banan används idag som väg, och även som träningsbana för de travhästar som är inhysta i stall i Nittsjö. 

## Nittsjö i film
Exteriörerna i filmen Masjävlar (2004) spelades in vid och omkring Nittsjös bystuga.